# Aviation Militaire Belge

Kokarde der Aviation Militaire Belge

Aviation Militaire Belge (niederländisch Militaire Luftvaart) war von 1915 bis zur deutschen Okkupation 1940 die Bezeichnung der belgischen Luftwaffe. Sie entstand aus der 1913 aufgestellten Compagnie des Aviateurs (Fliegerkompanie) und war im Ersten Weltkrieg an der Front in Flandern eingesetzt.

## Aufbau der Fliegertruppe 1909 bis 1914
Die belgische Militärluftfahrt begann 1909 mit der Aufstellung der Compagnie des Ouvries et Aérostiers, einer Luftschifferkompanie.
1910 entstanden die ersten beiden zivilen Flugplätze in Belgien, die auch das Interesse des Kriegsministers General Hellebaud erregten. Inzwischen hatten sich bereits einige Offiziere privat in der Flugschule des Baron de Caters ausbilden lassen, und weitere Offiziere folgten diesem Beispiel und nahmen Flugstunden, darunter auch Lieutenant Nelis, der sich sogar an Flugversuchen mit einem Farman-Doppeldecker beteiligte, auf den ein Maschinengewehr montiert war. Doch es dauerte bis zum 16. April 1913, als die belgische Armee eine Fliegerkompanie (Compagnie des Aviateurs) aufstellte und in Brasschaat nördlich Antwerpen stationierte. Ihr erster Einsatz erfolgte am 26. Mai 1913 beim Manöver auf dem Truppenübungsplatz Beverloo bei Leopoldsburg.
Bis 1914 wuchs die Einheit auf drei Staffeln (Escadrilles) und eine Depoteinheit an, eine weitere Vergrößerung auf sechs Staffeln war geplant. Allerdings waren bis Kriegsbeginn nur zwei Staffeln auf volle Stärke gebracht worden. Die 37 Militärpiloten verfügten über 16 Blériot-Eindecker, Voisin- und Farmandoppeldecker. Zwei Fesselballons und zwei Luftschiffe standen zur Verfügung.

## Erster Weltkrieg

### 1914
Bereits kurz nach der Mobilmachung meldeten sich acht weitere zivile Piloten, darunter die aus Vorkriegszeiten bekannten Flieger Crombez, Baron Pièrre de Caters, Tyck und die Brüder Olieslagers mit ihren Flugzeugen und ermöglichten die Aufstellung einer fünften Escadrille mit einem gemischten Bestand aus Déperdussin-, Blériot XI- und Morane-Saulnier H-Eindeckern.
Die Compagnie erhielt ihre Feuertaufe, als ihre Escadrille 1 einen Tag nach Kriegsausbruch (4. August 1914) mit ihren Farman-Doppeldeckern die holländische und die belgische Grenze überwachten und dabei den Vormarsch der deutschen Armee entdeckten. Diese Staffel war der 3. Artillerie-Division unter General Gérard-Mathieu Leman unterstellt und lag bei Ans, unweit des Festungsgürtels von Lüttich, welcher die Übergänge über die Maas sperrte.
Kurz darauf wurde die Festung Lüttich von einem deutschen Zeppelin bombardiert und dann im Handstreich von deutschen Truppen genommen. Daraufhin zog sich die belgische Armee Zug um Zug auf die Festung Antwerpen zurück. Die Escadrille 1 flog zahlreiche Aufklärungseinsätze, bekämpfte vorrückende feindliche Kolonnen durch den Abwurf von Fliegerpfeilen und verlegte schließlich nach Wilrijk südlich Antwerpen.
Inzwischen waren die deutschen Truppen bei Mons auf das britische Expeditionskorps gestoßen. Dort kam es auch zur Begegnung mit britischen Flugzeugen; zwei britische Flieger wurden mit ihrer Maschine zum Absturz gebracht; es waren die ersten gefallenen Flieger des Krieges auf belgischem Gebiet.
Nachdem der Vormarsch der 1. deutschen Armee an der Marne gestoppt worden war, konzentrierten sich die Kämpfe auf das belagerte Antwerpen, wo inzwischen auch britische Truppen gelandet waren, darunter auch Marineflieger des Royal Naval Air Service, die von Ostende und Antwerpen aus operierten. Von dort starteten sie am 8. Oktober 1914 auch ihren Einsatzflug gegen die Luftschiffhallen in Düsseldorf, wo sie den Zeppelin Z.IX zerstörten. Die belgischen Piloten mit ihren Farmans, verstärkt durch französische Flieger, wurden zur Aufklärung der deutschen Belagerungsbatterien eingesetzt.
Nachdem Antwerpen aufgegeben werden musste, zogen sich die Reste der belgischen Armee entlang der Küste zurück und bezogen schließlich Stellungen entlang der Ijser.
Über Ostende gelangte die Escadrille 1 am 12. Oktober 1914 schließlich mit sechs Farmans und einem Nieuport auf französisches Gebiet nach Saint-Pol-sur-Mer bei Dünkirchen, wo sich auch die übrigen belgischen Staffeln gesammelt hatten. Kurz darauf bezog die Escadrille einen frontnahen Feldflugplatz bei Sint-Idesbald, in der Nähe von Koksijde; die übrigen Staffeln verblieben im Raum Dünkirchen. Da das schlechte Wetter im Herbst kaum noch Flugzeugeinsätze erlaubte, wurden die belgischen Einheiten aufgefüllt und erhielten Ersatz durch französische Flugzeuge der Typen Blériot und Farman. Dazu baute Commandant Nelis, ein Flieger der ersten Stunde, in Calais-Beaumarais ein Depot mit rückwärtigen Versorgungsdiensten auf, von wo er während des gesamten Krieges Materialnachschub und -instandsetzung für die belgische Fliegertruppe organisierte. In Étampes wurde eine Flugschule für die Pilotenausbildung eingerichtet. Die Frontstaffeln bezogen belgische Feldflugplätzen in Houtem und Koksijde.

### 1915
Im März 1915 wurde die Compagnie des Aviateurs nach französischem Vorbild zur Aviation Militaire Belge umbenannt.
Am 17. April 1915 erzielten Captain Fernand Jacquet und sein Beobachter Lieutenant Hans Vindevogel von der Escadrille 1 auf einer Farman M.F.11 den ersten Luftsieg der jungen Aviation Militaire gegen einen deutschen Albatros-Zweisitzer.

### 1916
Am 18. Januar 1916 wurde die Aufstellung einer Jagdstaffel befohlen, und am 22. Februar wurde die Escadrille 1 zur 1ère Escadrille de Chasse umgruppiert und mit Nieuport 11, später mit Nieuport 16 und 17 ausgerüstet.
Anfang 1916 erreichte die belgische Fliegertruppe schließlich eine Stärke von vier Escadrons für Aufklärung, Luftbilderkundung und Bombereinsätze und zwei Jagdstaffeln.
Da der Feldflugplatz Sint-Idesbald inzwischen im unmittelbaren Wirkungsbereich der deutschen Artillerie lag, musste die Jagdstaffel im Juni auf den Feldflugplatz De Moeren verlegen.

### 1917
Vom Flugplatz De Moeren aus operierten auch 1917 die belgischen Jagdflieger mit ihren Nieuport-Kampfflugzeugen, darunter so erfolgreiche Jagdflieger wie Willy Coppens, Edmond Thieffry und Jan Olieslagers. Als Erkennungszeichen markierten die belgischen Kampfflieger ebenso wie ihre deutschen Gegner ihre Flugzeuge mit individuellen Symbolen, die zum Teil heute noch auf Flugzeugen der Belgischen Luftwaffe verwendet werden. André de Meulemeester wählte 1917 die Schottische Distel als Emblem der Staffel, da in der Nähe des Flugplatzes ein Regiment der Scots Guards stationiert war. Als Motto wählte sich die Staffel den Spruch Nemo me impune lacessit.
Die übrigen Feldfliegerstaffeln nutzten dagegen noch lange die inzwischen veralteten Farman-Doppeldecker, die allerdings zum Teil mit Tastfunkgeräten ausgerüstet wurden, aber im Frühjahr 1917 auch zahlreich der immer stärkeren deutschen Luftüberlegenheit zum Opfer fielen. Den Belgiern stand vor allem die Marine-Feldjagdstaffel 1 in Nieuwmunster gegenüber, deren Jagdflugzeuge den Luftraum über der Küste beherrschte.
Am 4. Mai 1917 wagten Henri Crombez und Louis von der 6ème Escadrille einem Flug über das besetzte Gebiet nach Brüssel und warfen über der Stadt als Symbol eine belgische Flagge ab. Dabei überflogen sie unbeschadet die feindlichen Flugplätze bei Sint Agatha Berchem und Gontrode, von wo aus das Bombengeschwader der Obersten Heeresleitung Nr. 3 („Englandgeschwader“) mit seinen schweren Gotha-Bombern zu seinen Bombenflügen gegen London und andere englische Städte startete. Ähnlich symbolträchtig war der 6. Juli 1917: Inzwischen waren neuere Sopwith 1 ½ Strutter-Zweisitzer geliefert worden und in einer solchen Maschine führte König Albert persönlich am 6. Juli 1917 einen Aufklärungsflug durch, um seine Verbundenheit mit den Fliegern zu beweisen.
Parallel zu den heftigen Kämpfen am Boden nahm die Intensität des Luftkriegs in Flandern fortlaufend zu. Im Juli 1917 flogen die belgischen Flieger ca. 120 Einsätze täglich. In Aartrijke, Varsenare, Wijnendale und Snellegem wurden deutsche Feldflugplätze angelegt. Im August erhielten die belgischen Jagdflieger erstmals neuere Jagdeinsitzer des Typs Hanriot HD.1, der bis Kriegsende das Standardjagdflugzeug der belgischen Escadrilles de Chasse werden sollte, und etwas später auch britische Sopwith Camels. Die veralteten Farmans wurden durch SPAD S.XI ersetzt. Am 15. August begann die Dritte Schlacht bei Ypern. Erbitterte Luftkämpfe spielten sich über den Schützengräben ab und forderten Opfer unter den Piloten. Am 30. Juli fiel der deutsche Jagdflieger Werner Voß in der Nähe von Kortrijk (Courtrai), ihm folgte der berühmte französische Jagdflieger Georges Guynemer, der am 11. September bei Poelkapelle abgeschossen wurde.
Erst im Herbst schränkte das Wetter die Fliegerei ein. Britische Squadrons bezogen nun Feldflugplätze bei Poperinghe, Abele und Proven, dafür wurde am 23. Dezember 1917 die französische Escadrille C74, die seit 1914 in Flandern operiert hatte, mit ihren Caudron-Bombern an einen anderen Frontsektor verlegt.

### 1918
Im Februar 1918 wurde die Aviation Militaire reorganisiert und auf eine Stärke von elf Staffeln gebracht. Die bisher weitgehend auf sich gestellte 1ère Escadrille de Chasse, die bis Kriegsende 66 Luftsiege errang, wurde nun als 9ème Escadrille de Chasse zusammen mit der 10ème und 11ème Escadrille nach französischem Vorbild zum neuen Jagdgeschwader (Groupe de Chasse) unter der Führung von Capitaine-Commandant Fernand Jacquet zusammengefasst. Das Geschwader mit seinen Sopwith Pups und Camels, SPAD S.VII und Hanriot HD.1 behielt seinen Flugplatz in De Moeren bis zum deutschen Rückzug im Oktober 1918.
Gleichzeitig wurden den Aufklärungsstaffeln, inzwischen mit modernen Breguet 14 und SPAD S.XI ausgerüstet, nun bestimmte Frontabschnitte zugeteilt, wobei die belgischen Flieger einen Sektor entlang der Bahnstrecke Ostende–Vijfwegen übernahmen. Bei der Luftbildaufklärung zeichnete sich besonders der belgische Beobachter Jaumotte aus, dessen Aufnahmen wiederholt auch von britischen und französischen Stäben angefordert wurden.
Mit dem Eintreffen der US-Truppen der American Expeditionary Forces (amerikanische Expeditionsstreitkräfte) war die Aviation Militaire Belge im Sommer 1918 die kleinste der an der Westfront operierenden Luftwaffen geworden. Nach der erfolgreichen Abwehr der deutschen Frühjahrsoffensive verfügten die Belgier im Juni 1918 über 127 Flugzeuge, neben 180 amerikanischen, 2630 britischen und 3857 französischen. Mit diesem Kräfteverhältnis von 3:1 wurde die Luftüberlegenheit gegen die 2551 deutschen Flugzeuge erkämpft und fortlaufend weiter verstärkt.
Am 28. September begann mit dem Beginn der alliierten Gegenoffensive die Rückeroberung Belgiens. Am 17. Oktober landeten die ersten Jagdflieger der Groupe Jacquet mit ihren SPADs in Ostende und betraten als erste die von deutschen Truppen geräumte Stadt.
Auf ihrem Vormarsch fielen den Alliierten umfangreiche Materialbestände in die Hand, die die deutschen Truppen auf ihrem Rückzug zurückgelassen hatten; einiges davon ist heute noch in belgischen Museen zu besichtigen.
Die belgischen Flieger folgten den vorrückenden Truppen, bis im November 1918 die letzten Gefechte an der Leie im Raum Mons-Tournai-Enghien durch den Waffenstillstand beendet wurden.